# Londýnská ústřední mešita
Londýnská ústřední mešita (anglicky London Central Mosque) je mešita v Londýně. Byla vybudována v roce 1978 podle návrhu architekta Fredericka Gibberda na pozemku, darovaného londýnským muslimům anglickým králem Jiřím VI. výměnou za pozemek, darovaný egyptským králem Farúkem I. v Káhiře pro výstavbu anglikánské katedrály. Slouží sunnitským muslimům. K mešitě přiléhá Islámské kulturní středisko, otevřené v roce 1944.